# هيرويوكي كيشي
هيرويوكي كيشي (باليابانية: 岸 大之) (مواليد 26 أبريل 1977)، هو لاعب كرة قدم سابق كان يلعب كحارس مرمى.

## وصلات خارجية
- هيرويوكي كيشي على موقع عالم كرة القدم.نت (الإنجليزية)